# Exhibit B: The Human Condition
The Atrocity Exhibition è il decimo album in studio del gruppo musicale statunitense Exodus, pubblicato nel 2010 dalla Nuclear Blast.

## Tracce
Testi e musiche di Gary Holt, eccetto dove indicato.
1. The Ballad of Leonard and Charles – 7:14 (testo: Rob Dukes – musica: Lee Altus)
2. Beyond the Pale – 7:39
3. Hammer and Life – 3:31
4. Class Dismissed (A Hate Primer) – 7:14
5. Downfall – 6:21
6. March of the Sycophants – 6:45
7. Nanking – 7:22
8. Burn, Hollywood, Burn – 4:05
9. Democide – 6:36 (testo: Rob Dukes – musica: Lee Altus)
10. The Sun Is My Destroyer – 9:32
11. A Perpetual State of Indifference – 2:24
12. Good Riddance – 5:33

Tracce bonus (Corea, Stati Uniti)
1. Devil's Teeth – 4:14

Traccia bonus (Giappone)
1. Don't Make No Promises (Your Body Can't Keep) – originariamente interpretata dagli Scorpions

## Formazione
Gruppo
- Rob Dukes - voce
- Gary Holt - chitarra
- Lee Altus - chitarra
- Jack Gibson - basso
- Tom Hunting - batteria

Altri musicisti
- Raymond Anthony - tastiera (traccia 1)
- Peter Tägtgren - cori (traccia 10)
- Brendon Small - assolo di chitarra in Devil's Teeth

Produzione
- Andy Sneap – produzione, missaggio

## Classifiche
| Classifica (2010)         | Posizione massima |
| ------------------------- | ----------------- |
| Stati Uniti               | 114               |
| Stati Uniti (independent) | 19                |